# Кембриџ
Кембриџ (енгл. Cambridge) старо је универзитетско место у Уједињеном Краљевству и административни центар округа Кембриџшира. Удаљен је приближно 80 км североисточно од Лондона, окружен многобројним мањим местима и селима. Кембриџ лежи у срцу Силицијумске долине, која је позната као водећи центар високих технологија у Великој Британији. Фирме попут Акорн рачунари и Синклер утемељене су управо овде. 
Кембриџ је најпознатији по Универзитету Кембриџ који обухвата лабораторију Кавендиш, Краљевску капелу и Универзитетску библиотеку. Последње две доминирају небом Кембриџа, заједно са димњаком болнице Аденбрук гледано са јужне стране града, док са севера то је кула капеле Колеџа Светог Џона.
Према процени из 2022. Кембриџ је имао око 146.995 становника, рачунајући и 18.396 студента.